# Santa Giustina (isola)
Santa Giustina (in croato Sv. Justina) è un isolotto della Croazia situato nel mare Adriatico vicino alla costa dalmata settentrionale, di fronte alla città di Poschiane. Fa parte dell'arcipelago zaratino. Amministrativamente appartiene al comune di Poschiane nella regione zaratina.
Sull'isolotto c'è una piccola cappella dedicata alla santa e chiamata localmente Sv. Juštinica. Secondo alcuni dati storici fu costruita dopo la battaglia di Lepanto, nel 1571; secondo altri risale al 1647 ed è stata rinnovata nel 1895.

## Geografia
Santa Giustina si trova a soli 230 m dal porto di Poschiane, a nord del canale di Vergada (Vrgadski kanal). Lo scoglio ha un'area di  0,012 km² e la costa lunga 442 m.

### Isole adiacenti
- Scogli Babugliaz, davanti a Poschiane assieme a Santa Giustina.
- Scogli Zovinzi, a sud-est.

### Cartografia
- (HR) Mappa topografica della Croazia 1:25000, su preglednik.arkod.hr. URL consultato il 27 febbraio 2017.
- G. Giani, Carta prospettiva delle Comuni censuarie della Dalmazia, foglio 6, 1839. Fondo Miscellanea cartografica catastale, Archivio di Stato di Trieste.
- Carta di cabottaggio del mare Adriatico, foglio VII, Milano, Istituto geografico militare, 1822-1824. URL consultato il 27 febbraio 2017 (archiviato dall'url originale il 13 aprile 2013).